# Versunkene Welt
Versunkene Welt (auch Urupara, die versunkene Welt) ist ein Science-Fiction-Abenteuerfilm von 1960, der auf dem „Professor-Challenger“-Roman Die vergessene Welt (The Lost World) von Arthur Conan Doyle basiert. Regie und Produktion lagen in den Händen von Irwin Allen, der zusammen mit Charles Bennett auch das Drehbuch schrieb.

## Handlung
Professor George Edward Challenger wird von seinen Kollegen bei einer Konferenz in London nicht ernst genommen, als er über eine versunkene Welt spekuliert, in der noch Dinosaurier leben könnten. Um sie vom Gegenteil zu überzeugen, stellt er eine achtköpfige Delegation zusammen, die zum Quellgebiet des Amazonas aufbricht. Nachdem sie auf einem Hochplateau vom Hubschrauber abgesetzt werden, geraten sie bald in einen Kampf mit einem Dinosaurier, der den Hubschrauber und ihren Kontakt zur Außenwelt, die Funkanlage, zerstört. So müssen sie sich nun zu Fuß durch den Dschungel schlagen und treffen dabei auf andere Dinos, Riesenspinnen und kannibalische Eingeborene. Von diesen gefangen genommen, führt sie ein Eingeborenenmädchen zu einem alten Mann, der ihnen einen Fluchtweg zeigt. Auch auf diesem begegnen sie einem Saurier; sie können sich gerade noch rechtzeitig vor dem Vulkanausbruch in Sicherheit bringen, der das Hochplateau zerstört. Aus einem mitgenommenen Ei schlüpft in London bald darauf ein kleiner Saurier.

## Kritiken
„Die abenteuerlich-fantastische Geschichte Arthur Conan Doyles wurde in die Gegenwart verlegt und büßt damit sowohl an Charme als auch den Reiz wissenschaftlicher Naivität ein. Was bleibt, ist ein weitgehend unglaubwürdiger und oft unfreiwillig erheiternder Abenteuerfilm mit allen Klischees des Genres.“

Epilog.de nennt den Film „die größte Enttäuschung in der Geschichte des Dinosaurierfilms.“ und führt aus: „Die menschlichen Protagonisten beschränken sich darauf, dümmliche Kommentare abzugeben, und die aufgeblasenen Eidechsen wirken unglaubwürdiger als jeder Statist im Godzilla-Kostüm. Weder die Story noch die Tricks können den Zuschauer fesseln.“

## Spezialeffekte
Die Spezialeffekte sind relativ simpel, aber äußerst wirkungsvoll und überzeugend. So werden z. B. Zeitlupe-Macroaufnahmen von kleinen Echsen eingesetzt, an denen Miniatur-Hörner und -Flossen etc., befestigt wurden. Filmwissenschaftler bezeichnen diese Methodik als Slurpasaur-Technik. (Diese Technik wurde zuerst von David Wark Griffith im Film Brute Force von 1914 benutzt.)

## Einflüsse
Irwin Allen nutzte Rohmaterial dieses Films für Episoden seiner zahlreichen TV-Serien – z. B. Land of the Giants, Lost in Space, Time Tunnel, Voyage to the Bottom of the Sea etc. 1966 versuchte Allen, auch Die versunkene Welt als TV-Serie zu vermarkten, jedoch ohne Erfolg.

## Uraufführungen
- USA: 13. Juli 1960
- Deutschland: 14. Oktober 1960
- Österreich: im November 1960[6]